# Jodłówka (Szczepanowice)
Jodłówka – część wsi Szczepanowice, położona w województwie małopolskim, w powiecie tarnowskim, w gminie Pleśna.
Dawniej samodzielna wieś i gmina jednostkowa.
W latach 1975–1998 miejscowość należała administracyjnie do województwa tarnowskiego.